# Ludwik Solski

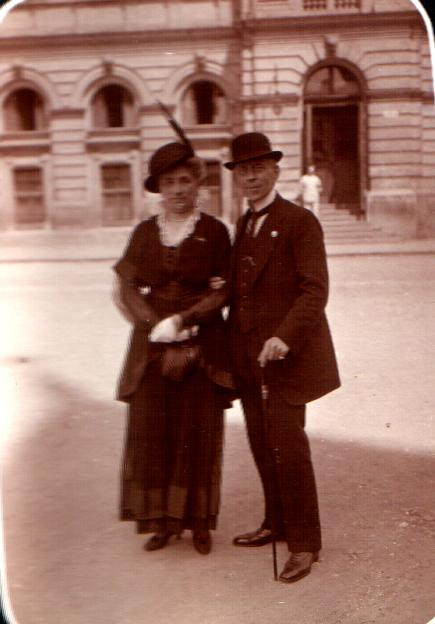
1916 mit Ehefrau Irena Solska

Ludwik Solski, geborener Ludwik Napoleon Karol Sosnowski (* 20. Januar 1855 in Gdów; † 19. Dezember 1954 in Krakau) war ein polnischer Schauspieler, Regisseur und Theaterdirektor.

## Leben
Ludwik Solski spielte von 1876 bis zu seinem Tod im Jahr 1956 achtzig Jahre lang in fast allen polnischen Theatern in über 1.000 Rollen sowie in vier polnischen Vorkriegsfilmen. Zum letzten Mal stand er mit 99 Jahren und sechs Monaten auf der Bühne. Er war dreimal verheiratet, unter anderem mit der Schauspielerin Irena Solska, und wurde nach seinem Tod in der Krypta verdienter Polen auf dem Skałkahügel unter der Paulinerkirche im Krakauer Stadtteil Kazimierz beigesetzt. Die Theaterhochschule in Krakau und das Stadttheater in Tarnów sind nach ihm benannt.

## Quelle
- e-teatr.pl